# Eureco Büro für Wirtschaftsberatung
Die Eureco Büro für Wirtschaftsberatung GmbH und Co. KG war eine deutsche Gesellschaft, deren offizieller Unternehmenszweck die Beratung und Vertretung von Industrieunternehmen war. Der tatsächliche Zweck bestand darin, dem Ehepaar Franz Josef und Marianne Strauß ohne angemessene Gegenleistungen finanzielle Zuwendungen von Unternehmen zukommen zu lassen. Dabei musste ausgeschlossen werden, dass die Begünstigten nach außen in Erscheinung traten.

## Hintergrund
Strauß stammte aus einfachen Verhältnissen und verfügte bis zur Gründung der Eureco nicht über ein großes Geldvermögen. Nach seinem Rücktritt als Verteidigungsminister im Zuge der Spiegel-Affäre fehlten die Ministerbezüge. Die Eheleute Strauß beschlossen, Straußens Kontakte zu Wirtschaftsunternehmen zu Geld zu machen.

## Gründung der Gesellschaft und Beteiligungsverhältnisse

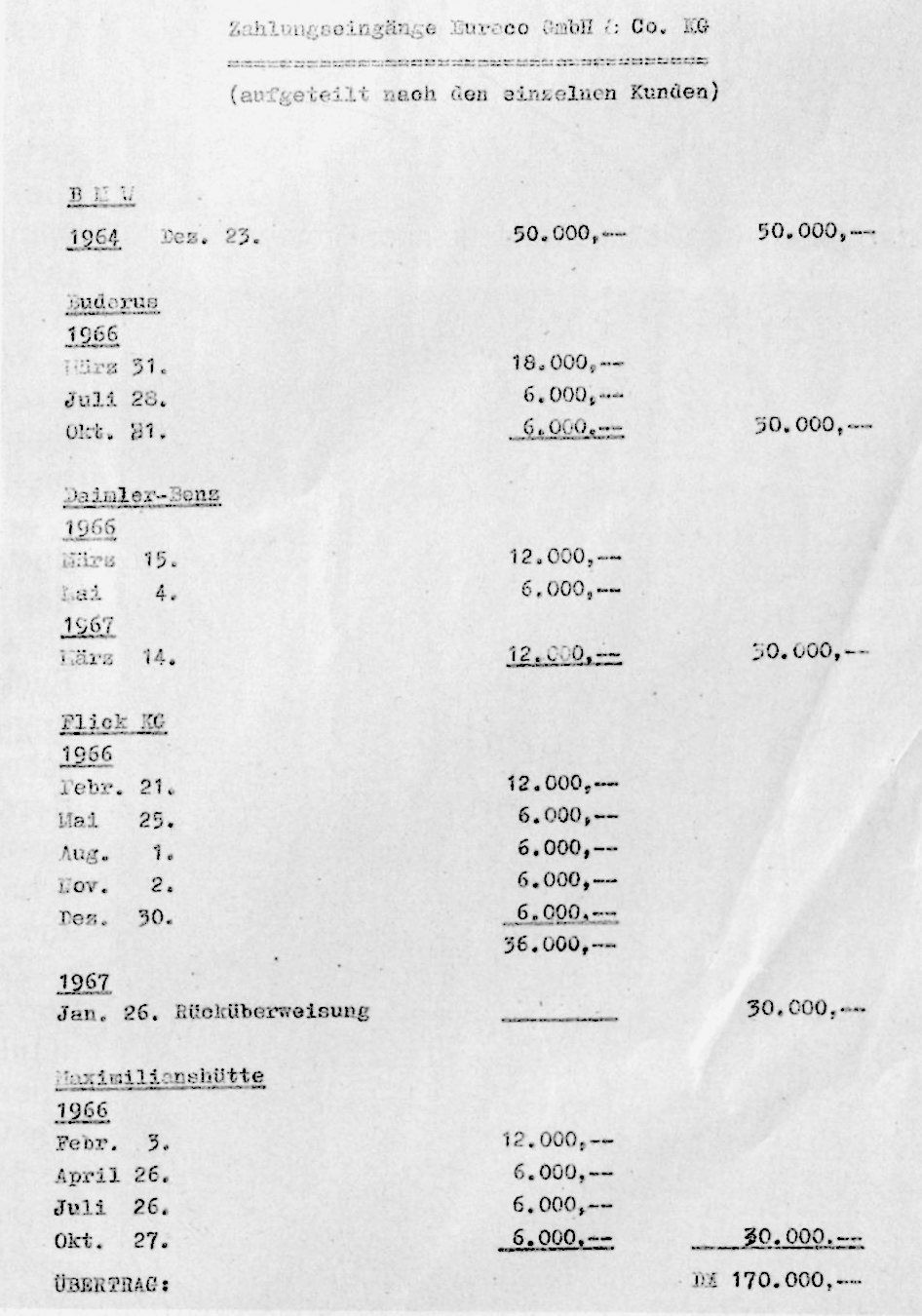
Zahlungen an die Eureco GmbH & Co KG aus den Jahren 1964 bis 1967

Die Gesellschaft wurde im Oktober 1964 gegründet. Die Gesellschaftsverträge entwarf der Rechtsanwalt und spätere CSU-Bundestagsabgeordnete Reinhold Kreile, der die Texte eigenhändig mit der Schreibmaschine verfasste, um die Zahl der Eingeweihten zu minimieren. Die Kommanditgesellschaft in Form einer GmbH & Co. KG bestand aus der Eureco GmbH als persönlich haftender Gesellschafterin sowie aus Kommanditisten, die nicht mit ihrem gesamten Vermögen, sondern nur mit ihrer Einlage hafteten. Um die wahre Inhaberschaft an dem Unternehmen zu verschleiern, traten nach außen nur Kreile und ein Rechtsanwalt Glock als Gesellschafter auf. Im Innenverhältnis waren sie jedoch – bis auf einen 10 %-Anteil von Kreile an der GmbH sowie am Kommanditkapital – nur Treuhänder oder Strohmänner der wirtschaftlichen Eigentümer, Franz Josef und Marianne Strauß.
| Gesellschafter lt. Anmeldung zum Handelsregister | Anteile in % | Treuhänderstellung      |
| ------------------------------------------------ | ------------ | ----------------------- |
| Reinhold Kreile                                  | 10 %         | keine (für sich selbst) |
| Reinhold Kreile                                  | 67,5 %       | für Franz Josef Strauß  |
| Rechtsanwalt Glock                               | 22,5 %       | für Marianne Strauß     |

| Gesellschafter lt. Anmeldung zum Handelsregister | Anteile in % | Treuhänderstellung      |
| ------------------------------------------------ | ------------ | ----------------------- |
| Eureco GmbH                                      | 20 %         | keine                   |
| Reinhold Kreile                                  | 10 %         | keine (für sich selbst) |
| Reinhold Kreile                                  | 54 %         | für Franz Josef Strauß  |
| Rechtsanwalt Glock                               | 16 %         | für Marianne Strauß     |

## Tätigkeit des Unternehmens
Die Gesellschaft verfügte weder über Angestellte noch über eigene Büroräume, nur über „eine Briefkasten-Adresse, die zum Büro der Anwaltskanzlei eines der Beteiligten gehört[e].“ Das Unternehmen schloss Beratungsverträge mit Unternehmen wie der Maxhütte, den Pegulan-Werken, der Daimler-Benz AG der Flick-Unternehmensgruppe, der Dornier GmbH, der MBB-Gruppe, der Kirch-Gruppe u. a. ab. Die „Beratungsleistungen“ waren „das Papier nicht wert, auf dem sie stehen.“

## Rechtliche Beurteilung
Peter Siebenmorgen zufolge war die Gesellschaft nur in solchen Zeiträumen tätig, in denen Strauß kein Staatsamt bekleidete, so dass Korruptionsdelikte seines Erachtens ausschieden. Ebenso verneint er Steuerdelikte. Nicht thematisiert wird die Frage, ob die zahlenden Unternehmen die Beträge als Betriebsausgaben absetzen durften.